# 近畿クラブリーグ
近畿クラブリーグ（きんきクラブリーグ）は、関西ラグビーフットボール協会が主催するクラブチームによるラグビーユニオンのリーグ戦である。

## 概要
1995年、設立された関西クラブリーグを2015年、現名称に変更。
そして2020年、参加チームに新型コロナウイルス感染者が出たため、途中打ちきりとなった。

## 参加チーム
A
- 六甲ファイティングブル（兵庫）
- パフォーマンスアカデミーラグビークラブ（旧・文の里クラブ）（大阪）
- 芦屋クラブ（兵庫）
- スーパースターズ（大阪）
- 京都アパッチラグビークラブ（京都）
- くすのきラグビークラブ（大阪）

B
- 京都フリークス（京都）
- 交野ラグビーフットボールクラブ（大阪）
- 雑草クラブ（大阪）
- 千里馬クラブ（大阪）
- 奈良ムースクラブ（奈良）
- 東大阪KINDAI R.F.C（大阪）

C
- SRCバーバリアンズ（大阪）
- 鴨沂クラブ（京都）
- SCIX（兵庫）
- 寝屋川クラブ（大阪）
- 大阪エレファンツRFC（大阪）
- ヒガシクラブ（和歌山）

## 近畿クラブリーグ 歴代優勝チーム
- 2015年 六甲ファイティングブル
- 2016年 六甲ファイティングブル
- 2017年 六甲ファイティングブル
- 2018年 六甲ファイティングブル
- 2019年 六甲ファイティングブル
- 2020年 該当なし[4]